# Katrine Muff Enevoldsen
Katrine Muff Enevoldsen (født 1. juni 1985 i Aarhus) er en dansk musiker, komponist, korleder og højskolelærer. Katrine Muff er også kendt fra tv-optrædener bl.a. som sangcoach i talentshowet X Factor, og fra januar 2021 har hun sammen med Johannes Langkilde været vært på programmet Fællessang – hver for sig på DR.

## Privat
Katrine Muff er født i 1985 i Århus og fra 6-årsalderen opvokset i Hillerød, hvor hendes far var præst. Hun er student fra Frederiksborg gymnasium og HF, uddannet ved Rytmisk Musikkonservatorium med sang som hovedfag og musiklærer på Johan Borups Højskole i København. Hun er gift, har to børn og bor på Vesterbro i København.

## Musikkarriere
Katrine Muff har sunget kor for blandt andre Oh Land.
Hun samarbejder med forfatteren Stine Pilgaard ved romankoncerter og har sunget og skrevet melodi til flere af Pilgaards tekster, blandt andre digtet "Fortabt er jeg stadig". Sangen er først udgivet i Stine Pilgaards roman Meter i sekundet fra 2020 og er optaget i 19. udgave af Højskolesangbogen. I alt har Katrine Muff 5 melodier med i 19. udgave af Højskolesangbogen.
Katrine Muff har også flere melodier optaget i Kirkesangbogen, bl.a. "Usynlige" med tekst af Hans Anker Jørgensen og "Så, min sol, gå bare ned" med tekst af Suzanne Brøgger. Begge disse er også i Højskolesangbogen.
Katrine Muff er korleder på Johan Borups Højskole og leder også et kor i Brorsons Kirke.

## Tv-optrædener
Katrine Muff har været sangcoach i talentshowet X Factor. I 2020 var hun vært for DR-programserien "Fra skrål til skønsang". I januar 2021 overtog hun sammen med journalisten Johannes Langkilde værtsskabet på programmet Fællessang – hver for sig på DR.